# Casandria apicimacula
Casandria apicimacula är en fjärilsart som beskrevs av J. Peter Maassen 1890. Casandria apicimacula ingår i släktet Casandria och familjen nattflyn. Inga underarter finns listade i Catalogue of Life.